# Populus tomentosa
Populus tomentosa är en videväxtart som beskrevs av Carrière. Populus tomentosa ingår i släktet popplar, och familjen videväxter. Utöver nominatformen finns också underarten P. t. truncata.